# Électroluminescence
 (mai 2014).
Si vous disposez d'ouvrages ou d'articles de référence ou si vous connaissez des sites web de qualité traitant du thème abordé ici, merci de compléter l'article en donnant les références utiles à sa vérifiabilité et en les liant à la section « Notes et références ».

Animation d'un écran à cristaux liquides, avec et sans rétroéclairage.

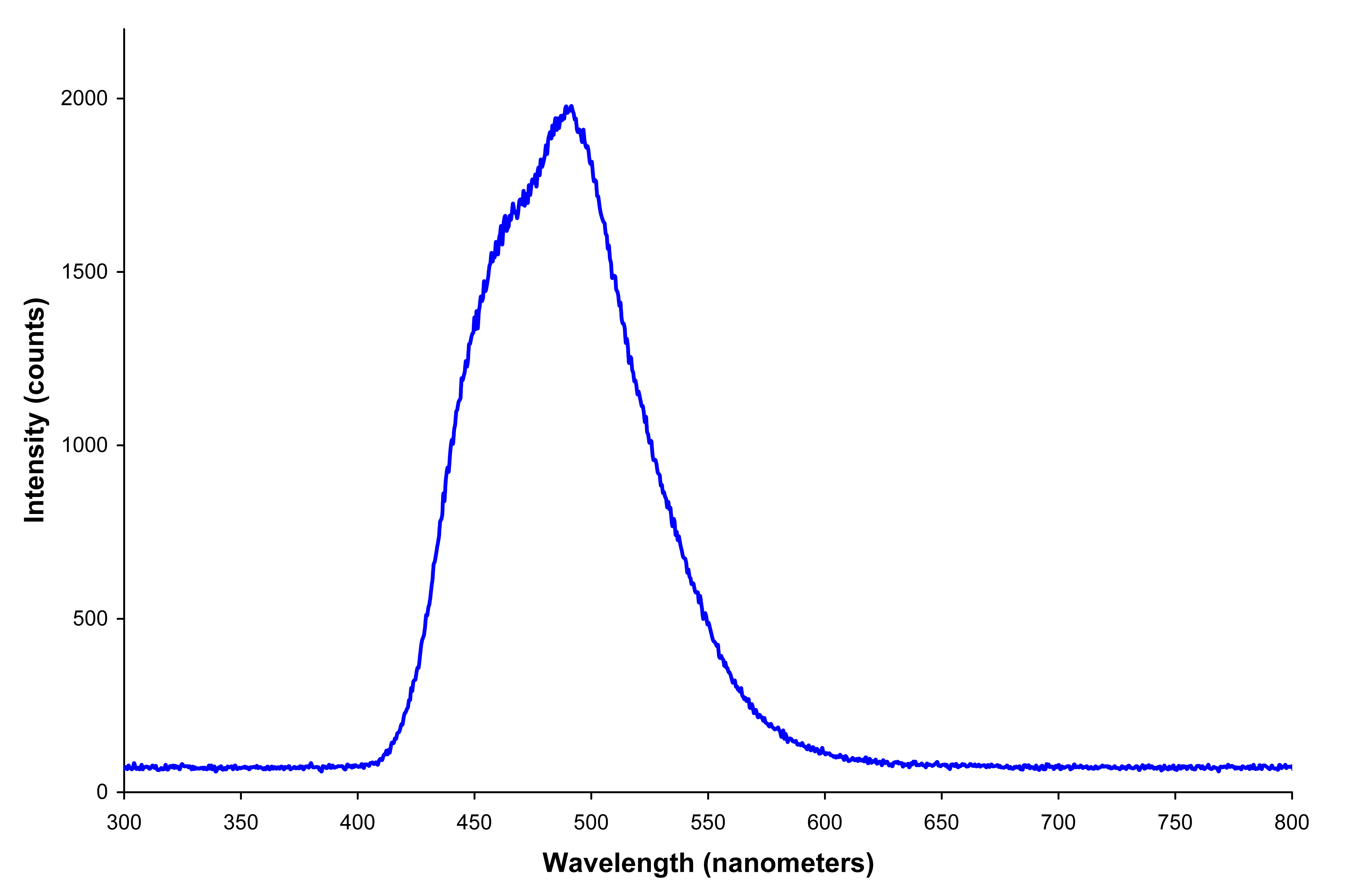
Spectre d'une source électroluminescente bleu-vert pour un radio-réveil (similaire à celle de l'image au-dessus). La longueur d'onde du maximum du pic est de 492 nm, et sa largeur à mi-hauteur de l'ordre de 85 nm, c'est-à-dire relativement large.

L'électroluminescence (EL) est un phénomène optique et électrique durant lequel un matériau émet de la lumière en réponse à un courant électrique qui le traverse, ou à un fort champ électrique. Cela est à distinguer de l'émission de lumière en raison de la température (incandescence) ou de l'action des produits chimiques (chimiluminescence).

## Histoire
L'électroluminescence est probablement mise en évidence sur un globe de soufre en rotation frotté à la main mis au point dans les années 1660 par Otto von Guericke, précurseur des machines électriques à friction. Jean Picard observe en 1675 la lumière barométrique (en), lueur verdâtre dans l’espace vide d’un baromètre à mercure lorsque celui-ci est agité. Jean Bernoulli et Francis Hauksbee se penchent au début des années 1700 sur ce phénomène appelé « phosphore mercuriel ».

## Mécanisme
L'électroluminescence est le résultat de la recombinaison radiative des électrons et des trous électroniques dans un matériau (généralement un semi-conducteur). Les électrons excités libèrent leur énergie sous forme de photons (c'est-à-dire de lumière). Avant recombinaison, les électrons et les trous sont séparés les uns des autres en raison du dopage du matériau pour former une jonction p-n (dans des dispositifs électroluminescents à semi-conducteur comme des DEL), ou en raison de l'excitation par impacts d'électrons de haute énergie accélérés par un fort champ électrique (comme avec le phosphore dans les affichages électroluminescents).

## Exemples de matériaux électroluminescents
- Le sulfure de zinc dopé au cuivre ou à l'argent.
- Le diamant « bleu » (diamant dopé au bore).
- Les semi-conducteurs de type III-V - comme le phosphure d'indium InP, l'arséniure de gallium GaAs et le nitrure de gallium GaN.
- Certains semi-conducteurs organiques - tel que [Ru(bpy)3]2+(PF6−)2, où la notation bpy correspond à la 2,2'-bipyridine.
- Le graphène, suffisamment pur[3],[4].

## Applications pratiques

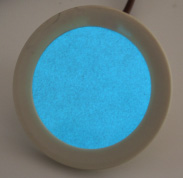
Spot électroluminescent en marche (consomme 0,08 W sous 230 V, et date de 1960; le diamètre de la lampe est de 59 mm).

Des surfaces électroluminescentes à base de "phosphore" sont fréquemment utilisées comme rétroéclairage pour les affichages à cristaux liquides. Ils fournissent de manière simple un éclairage des informations avec une consommation relativement faible d'énergie électrique. Cela les rend avantageuses pour les dispositifs à batteries comme les radiomessageries, les montres et les thermostats contrôlés par ordinateurs, et leurs lueurs verte-cyan sont souvent perceptibles dans un environnement technologique. Cependant, leur utilisation requiert une tension appliquée relativement élevée. Pour des dispositifs à batteries, cette tension doit être générée par un circuit convertisseur interne. Ce convertisseur produit souvent un bruit audible lorsque le rétroéclairage est activé. Pour les dispositifs branchés directement sur le courant secteur, cette tension peut être obtenue directement à partir de la ligne électrique. Les veilleuses électroluminescentes fonctionnent de cette manière.
Dans ces deux cas, le matériau électroluminescent doit être placé entre deux électrodes, dont l'une au moins doit être transparente pour pouvoir laisser passer la lumière. Ainsi, un verre recouvert par de l'oxyde d'indium ou de l'oxyde d'étain est généralement utilisé comme électrode transparente de devant, l'autre, placée au fond, étant enduite d'un métal réfléchissant. D'autres matériaux transparents comme les films de nanotubes de carbone ou le PEDOT peuvent être utilisés comme électrode transparente.
Contrairement aux lampes néon ou fluorescentes, les lampes électroluminescentes ne sont pas des dispositifs à résistance négative, et donc ne nécessitent pas de régulation du courant qui les traverse. En principe, les lampes EL peuvent être de n'importe quelle couleur, mais les couleurs vertes les plus communément utilisées concordent assez bien avec le pic de sensibilité de la vision humaine, ce qui permet de produire la plus forte intensité apparente avec le plus faible apport de puissance électrique possible.
La feuille EL est une source lumineuse dite de Lambert. Cela signifie que la densité lumineuse du rayonnement issu de la surface est la même sous tous les angles. Cette technologie (électroluminescence) ne produit pas de « rayonnement » à partir d'un point ou d'un foyer lumineux comme c'est le cas pour les néons, les ampoules et les DEL. C'est pourquoi il est difficile de la comparer avec des sources lumineuses rayonnantes ou thermiques mesurées en lumen ou en lux. Il s'agit ici d'une surface lumineuse absolument homogène particulièrement bien perçue par l'œil humain. La lumière des feuilles EL émet sur un spectre très étroit, elle est monochromatique (lumière d'une seule fréquence), parfaitement régulière et visible de loin.

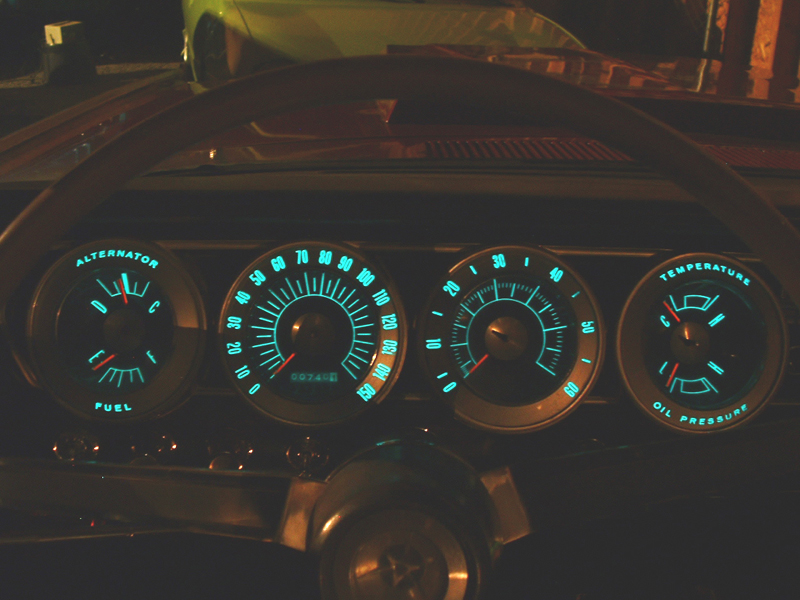
Tableau de bord à éclairage électroluminescent d'une Dodge Charger de 1966. Chrysler commença la construction de véhicules équipés de tels tableaux de bord à partir de 1960.

Les dispositifs électroluminescents sont de faibles consommateurs d'énergie comparés aux éclairages néons, et ont un large éventail d'applications en raison de leur faible épaisseur (environ 1 mm) comme dans les panneaux d'avertissement, le balisage aéronautique et les gilets de sécurité. Par ailleurs, adjointe à un séquenceur haute fréquence, une succession des feuilles prédécoupées formant un circuit peuvent créer une animation ludique souvent utilisée en décoration sur des objets du quotidien, les enseignes publicitaires ou bien encore, des accessoires tels que la maroquinerie ou l'automobile.
Enfin, l'électroluminescence a été adaptée sous forme de fibre ou de câble électroluminescent se composant d'un noyau de cuivre recouvert de "phosphore", d'un fil très fin enroulé en spirale puis de deux gaines transparentes en PVC.
L’intérêt de ce dispositif est de permettre la substitution des fils de soutien classiques afin de proposer une alternative lumineuse comme notamment des écouteurs design, des blousons de moto plus visibles de nuit et améliorer l'éclairage de bâtiments publics.

Composition d'un Fil électroluminescent